# Débat constitutionnel au Canada
 (mai 2017).
Si vous disposez d'ouvrages ou d'articles de référence ou si vous connaissez des sites web de qualité traitant du thème abordé ici, merci de compléter l'article en donnant les références utiles à sa vérifiabilité et en les liant à la section « Notes et références ».
Le débat constitutionnel du Canada est un débat d'actualité recouvrant plusieurs enjeux politiques se rapportant à la loi fondamentale du Canada. Il est possible de faire remonter ce débat à la Proclamation royale britannique du 7 octobre 1763, cependant depuis l'entrée en vigueur de l'Acte de l'Amérique du Nord britannique (en anglais, British North America Act) en 1867, le débat porte principalement sur les questions suivantes :
- L'interprétation de l'AANB
- La répartition des pouvoirs et les relations entre les gouvernements provinciaux et le palier fédéral
- Les relations entre le Canada et le Royaume-Uni, particulièrement le niveau d'autonomie accordé au Canada
- Le type de fédéralisme à appliquer au sein de l'union
- Le processus d'amendement de la Constitution
- L'ajout d'une charte civique dans la Constitution

## Point de vue historique
Article principal: Histoire constitutionnelle du Canada
Le 10 février 1763, la France cède la majeure partie de ses colonies d'Amérique du Nord à la Grande-Bretagne. Le traité de Paris de 1763, qui met fin à la guerre de Sept Ans, confirme la cession du Canada et de ses dépendances, de l'Île Royale et de l'Île du Cap-Breton.
La Proclamation royale renomma le Canada en « Province de Québec » (Province of Québec), redéfinit ses limites territoriales et établit un gouvernement colonial nommé par la couronne britannique. Le nouveau gouverneur de la colonie obtint le pouvoir et l'ordre de convoquer les assemblées générales des représentants du peuple.
Enfin, en 1867, les provinces britanniques du Canada-Uni, du Nouveau-Brunswick et de la Nouvelle-Écosse sont réunis dans le cadre d'une union législative de type fédérale. Le nouvel ensemble politique prendra le nom officiel de Dominion of Canada, nom qui sera traduit en français par « Puissance du Canada ».

## Documents relatifs à l'histoire constitutionnelle

### Avant l'Acte de l'Amérique du Nord britannique
- Articles de capitulation de Québec (18 septembre 1759)
- Articles de capitulation de Montréal (8 septembre 1760)
- Traité de Paris (10 février 1763)
- Proclamation royale (7 octobre 1763)
- Instructions au Gouverneur Murray
- Instructions au Gouverneur Carleton
- Acte de Québec (22 juin 1774)
- Déclaration d'indépendance des États-Unis d'Amérique (4 juillet 1776)
- Déclaration des droits de l'homme et du citoyen (26 août 1789)
- Acte constitutionnel de 1791 (28 décembre 1791)
- Quatre-vingt-douze résolutions (21 février 1834)
- Dix résolutions Russell (6 mars 1837)
- Déclaration d'indépendance du Bas-Canada (22 février 1838)
- Rapport Durham (février 1839)
- Acte d'Union (10 février 1841)
- Actes de l'Amérique du Nord britannique (1er juillet 1867)

### Après l'AANB
- Loi de 1870 sur le Manitoba (1870)
- Motion Francoeur (1918)
- Statut de Westminster de 1931 (11 décembre 1931)
- Rapport de la Commission royale d'enquête sur les relations fédérales-provinciales (Rowell-Dafoe-Sirois) (1940)
- Rapport de la Commission royale d'enquête sur les problèmes constitutionnels (Tremblay) (1953)
- Rapport de la Commission royale d'enquête sur le bilinguisme et le biculturalisme (Laurendeau-Dunton) (1963)
- Loi sur les langues officielles (1969)
- Charte de Victoria (1971)
- Rapport de la Commission d'enquête sur la situation de la langue française et des droits linguistiques au Québec (Gendron) (1972)
- Charte de la langue française (26 août 1977)
- Rapport de la Commission Pépin-Robarts sur l'unité canadienne (1979)
- Loi constitutionnelle de 1982 (17 avril 1982)
- Accord du lac Meech (3 juin 1987)
- Rapport de la Commission Beaudoin-Edwards (20 juin 1991)
- Rapport de la Commission sur l'avenir politique et constitutionnel du Québec (Bélanger-Campeau) (27 mars 1991)
- Rapport Allaire (28 janvier 1991)
- Rapport de la Commission d'étude des questions afférentes à l'accession du Québec à la souveraineté (1992)
- Accord de Charlottetown (28 août 1992)
- Projet de loi sur la souveraineté du Québec (1995)
- Déclaration de Calgary (14 septembre 1997)
- Renvoi relatif à la sécession du Québec (1998)
- Loi sur la clarté (1998)
- Loi sur l'exercice des droits fondamentaux et des prérogatives du peuple québécois et de l'État du Québec (7 décembre 2000)
- Rapport du Vérificateur général du Canada (2004)

## Lestatu quo
La Constitution du Canada actuelle se compose de plusieurs documents et conventions constitutionnelles, dont la pièce centrale est toujours l'Acte de l'Amérique du Nord britannique de 1867 (AANB).

### Répartition des compétences législatives
Article principal: Répartition des pouvoirs législatifs au Canada
L'AANB définit les aires de compétences législatives pour les provinces et le gouvernement « confédéral ». Il y a 30 domaines fédéraux exclusifs et 15 domaines provinciaux exclusifs. Les compétences provinciales sont répertoriées dans les articles 92, 92A, 93, 94A et 95 de la Loi constitutionnelle de 1867.
L'AANB accorde au Parlement fédéral l'ensemble des pouvoirs « résiduels » qui n'auraient pas été attribués initialement aux provinces ou au gouvernement fédéral. Il donne également au gouvernement fédéral un droit de veto sur la législation provinciale. Les membres du Sénat, les juges de la Cour suprême du Canada et les juges des cours supérieures des provinces sont nommés par le gouvernement fédéral.
La Loi constitutionnelle de 1982 n'a pas modifié la répartition des compétences entre les législatures provinciales et le Parlement fédéral, excepté pour les compétences provinciales concernant les ressources naturelles et l'énergie électrique, qui ont été précisées et légèrement étendues. (La province de Québec n'a toujours pas ratifié formellement la Loi constitutionnelle de 1982.)

### Charte canadienne des droits et libertés
L'enchâssement de la Charte canadienne des droits et libertés s'est faite avec le rapatriement constitutionnel de 1982. La charte couvre des libertés fondamentales, des droits démocratiques, judiciaires, de mobilité, d'égalité ainsi que des droits linguistiques pour les anglophones et francophones au Canada et au Nouveau-Brunswick, et d'éducation pour les minorités anglophones et francophones à travers le Canada.

### Procédure de modification
La réforme constitutionnelle de 1982 a introduit un processus d'amendement qui ne nécessite plus l'approbation du Parlement britannique de Londres. Les articles 38 à 49 décrivent le procédure de modification de la Constitution du Canada. Une modification générale ne peut être faite que par la Chambre des communes, le Sénat et une majorité des deux tiers des législatures provinciales représentant au moins 50 % de la population canadienne (la formule 7/50).

## Points de débat

### L'interprétation de l'Acte de l'Amérique du Nord britannique
Plusieurs visions de ce qu'est le Canada sur le plan historique, social et culturel ont donné lieu à des conflits dans l'interprétation politique et philosophique de l'AANB.

#### Fondation de la Nation
L'histoire révèle que le processus qui mena à l'union législative des colonies de l'Amérique du Nord britannique, fut principalement orchestré par les politiciens du Canada-Ouest (l'actuelle Ontario). En effet, au Canada-Ouest, le processus de confédération fut promu en tant qu'acte fondateur d'une nouvelle nation britannique en Amérique. Le projet reçut un appui très grand dans la presse et la classe politique de ce qui allait devenir la province de l'Ontario.
Le mouvement anti-confédération fut cependant très fort dans les provinces maritimes du Nouveau-Brunswick et de la Nouvelle-Écosse qui furent initialement fédérées par l'AANB. Les politiciens libéraux de la Nouvelle-Écosse n'ont jamais soutenu le mouvement de la Great Coalition que ce soit avant ou après l'AANB.
En Nouvelle-Écosse, lors de la première élection de l'après Confédération, 36 des 38 sièges de la représentation provinciale et 18 des 19 sièges de la nouvelle législature fédérale allèrent à des candidats anti-Confédération. Le Premier ministre de la province, Bill Annand, et le parlementaire fédéral Joseph Howe, firent pression pour le retrait de la Nouvelle-Écosse du nouveau Dominion. Howe accepta finalement un poste au sein du gouvernement fédéral MacDonald, tandis que Bill Annand continua de se battre contre la Confédératon jusqu'en 1869.
Le mouvement s'éteint rapidement par la suite, lorsque l'idée de revenir sur le processus de confédération est finalement abandonnée. La politique du gouvernement fédéral a toujours été, et l'est aujourd'hui encore, de soutenir le point de vue qui consiste à affirmer que la Confédération est l'acte de fondation du Canada.

#### Un pacte entre deux peuples fondateurs
Au Canada-Est (le Québec actuel), le projet de confédération était soutenu par le Parti bleu (conservateur) et les Tories tandis que le Parti rouge (libéral) s'y opposait. George-Étienne Cartier, alors chef conservateur, promouvait le projet comme le moyen de regagner l'autonomie politique que le Bas-Canada avait perdu avec l'Union forcée de 1840. Hésitant au début, le clergé catholique appuya finalement le projet de confédération conservateur quand on apprit que l'éducation et ce qu'on appelait alors le « bien-être social » seraient du ressort exclusif des provinces.
Après 1867 et jusque dans les années soixante, l'idée que l'AANB était un document légal contenant des garanties quant à l'égalité des deux peuples fondateurs était considérée comme acquise par la plupart des membres de l'élite intellectuelle du Canada français. Les politiciens nationalistes du Québec (parfois libéraux, parfois conservateurs)  gagnèrent les faveurs populaires avec des programmes politiques définissant la manière qu'ils allaient employer pour défendre les garanties attribuées par la Grande-Bretagne aux Canadiens français afin de protéger leur nationalité. Des politiciens fédéraux, tels Henri Bourassa revendiquaient une autonomie accrue du Canada au sein de l'Empire britannique, tandis que les hommes politiques provinciaux, tels Honoré Mercier défendaient l'autonomie du Québec au sein du Dominion canadien.

#### «Encore une loi britannique… rien de plus»
Le Parti rouge du Canada-Est s'opposait au processus de confédération, tout comme son ancêtre, le Parti patriote, s'était opposé au processus d'Union des deux Canadas. Certains rouges, tel Antoine-Aimé Dorion (1818-1891) exigeaient que le projet soit soumis au vote populaire, convaincu qu'il serait alors rejeté. Les rouges considéraient le processus de confédération illégitime, car à leur avis celui-ci était anti-démocratique.
D'autres libéraux suggérèrent une confédération fortement décentralisée qui n'aurait attribué que certains pouvoirs limités au gouvernement de l'Union. Le parti mena la campagne anti-confédération et 13 des 65 candidats anti-confédération furent élus lors des premières élections provinciales, obtenant 45 % des votes enregistrés.
Bien plus tard, à la fin des années 1950, certaines des opinions du Parti rouge furent ressuscitées par les premiers partisans de l'indépendance du Québec.

### Nature du fédéralisme au Canada

#### Confédération vs Fédération
Depuis la création de l'état fédéral, le rôle de ce nouveau niveau de gouvernement fait l'objet de débats. À partir de 1867, certains politiciens considèrent le gouvernement fédéral comme le gouvernement central et national du Canada, tandis que d'autres le voient plutôt comme un gouvernement confédéral, partagé entre les provinces, créées par celles-ci et responsables de l'administration de leurs affaires communes.

#### Fédéralisme symétrique et asymétrique
On parle de fédéralisme symétrique dans une organisation politique lorsque l'ensemble des états fédérés ont une autonomie et un statut égal au sein de l'ensemble. Les États-Unis, la Suisse et l'Allemagne sont des exemples de fédérations symétriques.
On parle de fédéralisme asymétrique dans une organisation politique lorsque les États fédérés ont des niveaux d'autonomie variables au sein de l'ensemble fédéral. Le meilleur exemple est la Belgique et peut-être aussi dans une certaine mesure l'Espagne, qui, malgré le fait que sa constitution n'en dise pas mot, possède tous les attributs d'une telle fédération.
Pour ce qui est du Canada, la fédération canadienne est constitutionnellement symétrique; toutefois, dans la pratique, elle comporte beaucoup d'éléments asymétriques. L'Accord Atlantique et l'entente sur la santé signée en 2004, qui reconnaissait explicitement le principe du fédéralisme asymétrique, en sont de bons exemples.
Parlant du fédéralisme belge, le juriste bruxellois Charles-Étienne Lagasse distingue l'État fédéral où les entités fédérées et lui-même possèdent des compétences exclusives et celui où les compétences sont partagées ou concurrentes. Il remarque que l'exclusivité théorique des compétences dans le fédéralisme canadien est de fait battue en brèche par le fameux pouvoir de dépenser utilisé par l'État canadien. L'exclusivité des compétences dans le cas belge a été voulue par l'homme politique et juriste wallon Jean-Maurice Dehousse, préoccupé que le fédéralisme donne à la Région wallonne une véritable indépendance à l'égard du pouvoir central dominé par la Flandre comme le faisait remarquer  le discours de F. Dehousse sur le fédéralisme, dès 1945, devant le congrès wallon. L'exclusivité dans le cas belge concerne aussi la scène internationale appliquant ainsi la fameuse doctrine Gérin-Lajoie.

### Nationalismes

#### Un État binational, bilingue et biculturel
Soutenue majoritairement par les Canadiens français, la Confédération binationale était vue comme un moyen pour les Canadiens français et les Canadiens anglais de coexister au sein du même État, tout en préservant leurs identités nationales respectives et en partageant des institutions communes. Puisque les Canadiens français se voyaient comme une nation distincte et voulaient que cette nation continue d'exister, beaucoup de dirigeants politiques québécois ont fait campagne pour une reconnaissance officielle du français par le gouvernement fédéral et l'ensemble des gouvernements provinciaux. Ce point de vue est aujourd'hui associé à l'époque précédent la Révolution tranquille des années 1960.
La Commission royale d'enquête sur le bilinguisme et le biculturalisme rend son rapport en 1969 et le français devient langue officielle du Canada avec la Loi sur les langues officielles adoptée la même année.

#### Un État-nation multiculturel
Défendue par les libéraux après l'arrivée de Pierre Trudeau, cette conception du Canada est fortement appuyée par une grande partie de la classe politique canadienne-anglaise et jugée totalement inacceptable par pratiquement toute la classe politique du Québec. Pour ces derniers, cette conception ne parvient pas à reconnaître le caractère national de la société québécoise et les conséquences que cela entraîne pour l'État québécois au sein de la fédération canadienne.
Le concept de société pluraliste ou multiculturelle est généralement perçu de manière positive au Québec, qui est aussi une terre d'immigration. Cependant, les politiciens québécois parlent d'interculturalisme civique plutôt que de multiculturalisme, qui est associé à un phénomène d'ouverture envers les communautés ethniques et culturelles. La politique multiculturaliste du Canada est souvent perçue négativement, dans la mesure où elle dépeint la majorité francophone du Québec comme l'un des nombreux groupes ethniques du Canada, niant par conséquent le caractère national du Québec et détruisant les efforts de l'État québécois visant à intégrer les immigrants dans sa société francophone.

#### Un État multinational
Beaucoup d'hommes politiques et de personnalités publiques pensent que le Canada devrait évoluer vers une reconnaissance de sa propre diversité en se déclarant de jure un État multinational. En ce qui concerne le Québec, cette conception serait plus en adéquation avec le concept de la « nation au sein d'une nation » du premier ministre Lester Pearson durant l'époque pré-Trudeau.

#### Une nation, un pays
Beaucoup de Canadiens hors Québec perçoivent le Canada comme une nation monolithique de dix provinces égales. Puisqu'ils ne conçoivent qu'une seule nation au sein de la fédération canadienne, ils s'opposent à toute relation asymétrique avec le Québec ou toute autre province. Convaincus que le Canada a besoin d'un gouvernement fédéral fort pour défendre et promouvoir son unité nationale, ils sont par principe méfiants envers toute forme de décentralisation des pouvoirs vers les provinces.

#### Deux nations, deux États
Beaucoup de nationalistes québécois pensent avoir trouvé, en la sécession, une réponse au débat constitutionnel sans fin. Marginalisée après la rébellion des Patriotes en 1837-1838, l'option sécessionniste est réapparue en tant que solution crédible dans le sillage de la révolution tranquille des années soixante au Québec. Certains politiciens voient en l'indépendance, la finalité normale de la lutte québécoise pour la conservation de son autonomie au sein du cadre fédéral canadien. Certains voient celle-ci dans la perspective plus large du droit à l'autodétermination de chaque peuple et ce qu'ils considèrent être l'évolution normale d'une ancienne colonie française de 400 ans, victime de guerres coloniales dont les motifs sont discutables aujourd'hui entre la Grande-Bretagne et la France. L'indépendance du Québec recueille bon an mal an environ de 30 à 40 % d'appui des électeurs du Québec et que cet appui est solidement ancré.

## Positions

### Maintien du statu quo
Position officielle du gouvernement fédéral canadien, d'une majorité de Canadiens à l'extérieur du Québec et d'une minorité de personnes (20 %) à l'intérieur du Québec. Le Parti libéral du Canada est le principal acteur des efforts de maintien d'un statu quo évolutif à la manière d'un arbre vivant comme défini par la Cour suprême du Canada.

### Réformes constitutionnelles
Position de beaucoup de fédéralistes du Canada anglophone et du Québec. Considérée comme la seule manière d'éviter la sécession du Québec. Depuis la montée du mouvement souverainiste, cette opinion semble recueillir un appui solide d'environ 40 % de l'électorat du Québec. Sous la houlette de Brian Mulroney, le Parti progressiste-conservateur du Canada initia des négociations intergouvernementales en vue de répondre aux demandes historiques du Québec en matière constitutionnelle. Cette option est en veilleuse dans les partis fédéraux depuis les échecs des accords de Meech et de Charlottetown. Elle est toujours favorisée, avec plus ou moins d'énergie, par le Parti libéral du Québec et l'Action démocratique du Québec.

### Sécession du Québec
Position des souverainistes québécois, qui considèrent cette option comme la seule manière permettant d'assurer le développement normal de la société québécoise, au point de vue culturel, économique et social. Depuis les années 1980, d'un sondage à l'autre, cette option semble recueillir un appui solide d'environ 40 % de l'électorat du Québec (plus de 50 % chez les francophones). La sécession du Québec est défendue par plusieurs partis politiques provinciaux, dont le plus important est le Parti québécois. Cette option est rejetée par tous les partis politiques fédéraux, sauf par le Bloc québécois qui est chargé de représenter le Québec au Parlement fédéral et qui forma même l'opposition officielle de 1993 à 1997. Enfin, la majorité de la population anglophone des autres provinces canadiennes est contre la souveraineté du Québec.